# STS-59

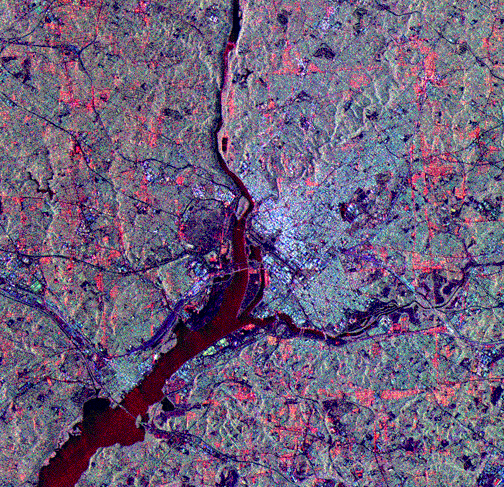
SIR–C/X–SARイメージングレーダーで見たワシントンD.C.

STS-59は、1994年に行われたアメリカ航空宇宙局（NASA）のスペースシャトル計画である。打上げは、ディスカバリーチャンネルのスペシャルで特集された。

## 乗組員
- 船長 - シドニー・グティエレス（英語版）（2度目で最後の宇宙飛行）
- 操縦手 - ケヴィン・チルトン（英語版） （2度目で最後の宇宙飛行）
- ミッションスペシャリスト1 - ジェローム・アプト（英語版） （3度目の宇宙飛行）
- ミッションスペシャリスト2 - マイケル・クリフォード（英語版） （2度目で最後の宇宙飛行）
- ミッションスペシャリスト3 - リンダ・ゴドウィン（英語版） （2度目で最後の宇宙飛行）
- ミッションスペシャリスト4 - トーマス・デイヴィッド・ジョーンズ（英語版） （初の宇宙飛行）

## ミッションハイライト

### 4月9日

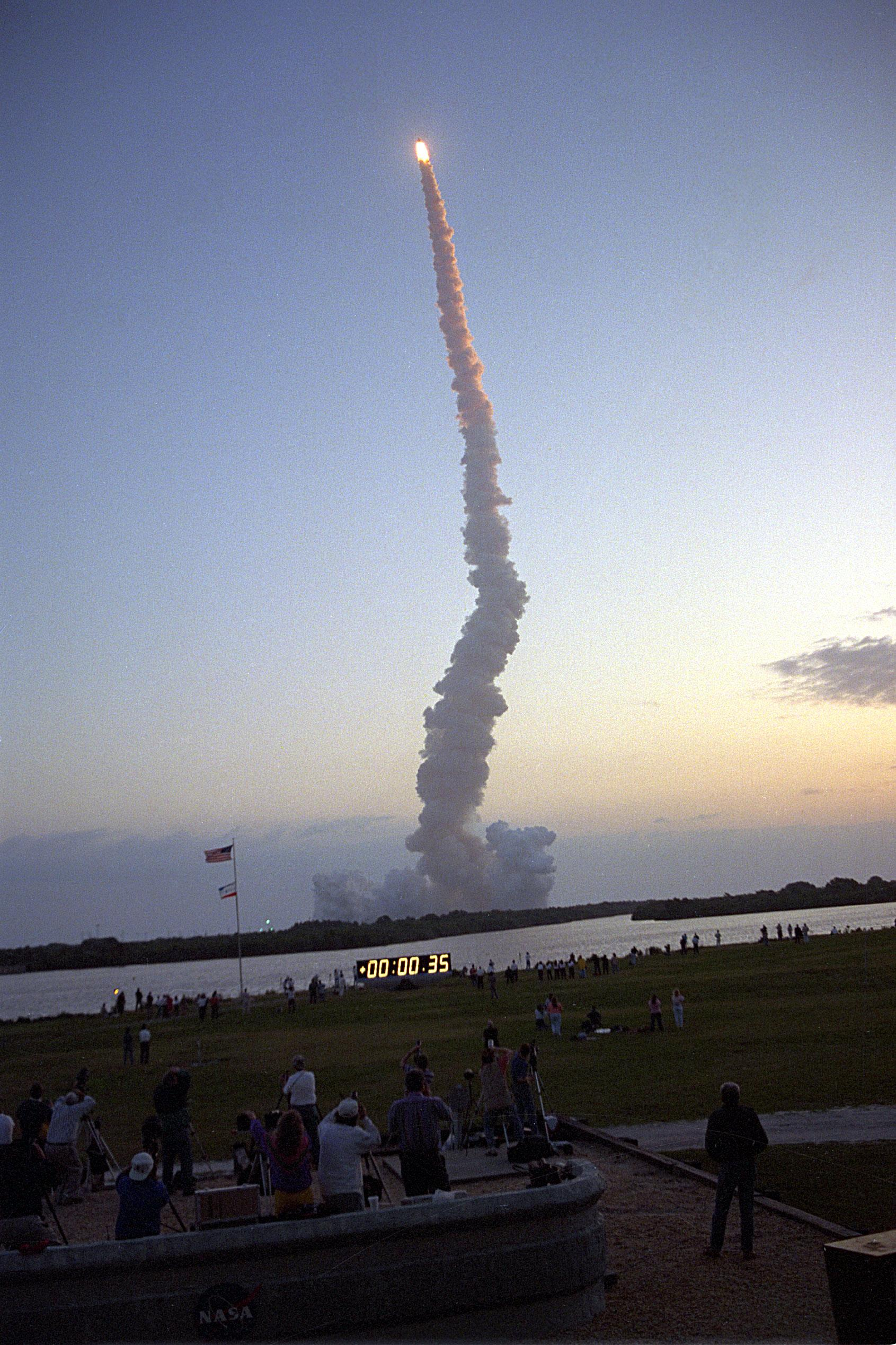
エンデバーは、1994年4月9日にケネディ宇宙センターから打ち上げられた。

スペースシャトル・エンデバーは、6度目のミッションとして、1994年4月9日の7:05(EDT)に打ち上げられた。その直後、6人の宇宙飛行士は、ペイロードベイのレーダーを起動し、その後の10日間、休みなしで運用した。
午後8時までに、w:NASA Earth ScienceプログラムのSpace Radar Laboratory-1実験の装置が全て起動し、地球の生態系に関する研究が始まった。
STS-59の地上管制員が宇宙搭載イメージングレーダー(SIR)-Cを起動し、最初の地球の画像の処理を始めた。Xバンド合成開口レーダー(X-SAR)の作業では、起動にかかるいくつかのトラブルを解決した。
その間、打上げ直後から、Mesurement of Air Pollution from Satellite (MAPS)実験の機器は一酸化炭素濃度と大気中の分布のデータを収集した。
X-SARの初期起動に際し、管制員は、レーダーに電力を供給する増幅器の出力が完全に上がり切らなかったと報告した。問題は、増幅器内の低圧回路にあったが、トラブルの原因はすぐには判明せず、約3時間、電源を落とすことになった。その後、原因は、一種のブレーカーである非常に敏感な保護回路にあったことが明らかとなった。この回路を迂回し、この日の午後4:20頃に再び電源が入れられた。その後は特に事故なく作動し、予定された観測は100%実施できた。
それ以降、X-SARでは、機器の慎重で段階を追ったチェックを行い、Xバンドのレーダーパルスを地球に向けて反射し、データを記録することに成功した。機器の回路は全て、正常な読み値を示した。また、ミッドデッキのSpace Tissue LossとカーゴベイのGateway Specialも起動した。

### 4月10日
朝、radar laboratoryは、メイン州ハウランド、マッコーリー島、黒海、イタリアのマテーラ、ジブラルタル海峡を含む40以上のターゲットからのデータを受信した。当時最も優先度の高かった19箇所からの情報も取得した。その中には、ノースカロライナ州デューク大学演習林での炭素循環や水循環、オーストリアのエッツタールでの水循環、サハラ砂漠のチャド湖での地質データの観測等が含まれていた。午後の観測では、オーストラリアのギプスランド、カナダのセーブル島とトロント、バミューダ諸島、アメリカ合衆国のビッグホーン盆地とマンモス山、中国のチュンリー等が観測された。
この日の夕方には、SAR-CとX-SARで、ミシガン州ラコの生態系における植物と動物の相互作用、ブラジルのベベドウロにおける水循環、南太平洋のガラパゴス諸島周辺のプレートテクトニクス活動、さらに南極海での波エネルギーによる伝熱について観測した。
また、衛星の大気汚染観測機器で、対流圏における一酸化炭素の濃度と分布の測定も続けられた。乗組員は、太平洋北東部、ラコの凍結した湖、メキシコの西シエラ・マドレ山脈の上空で、良い地球の観測写真を撮影する機会に恵まれたと報告した。
飛行2日目には、赤チームのグティエレス、チルトン、ゴッドウィンは、中部標準時の午後5時頃に寝て午前2時頃に起きるシフトを始めた。青チームのアプト、クリフォード、ジョーンズは、飛行3日目から午後4時に起き、午前5時に寝るシフトを始めた。

### 4月11日
午前6時30分(CDT)、3枚のリアルタイムレーダー画像がエンデバーからダウンリンクされた。アルジェリアのサハラ砂漠の写真は、灌漑等を含む地表及び地下の構造をマッピングするのに用いられた。
2機のイメージングレーダーについては、ルートヴィヒ・マクシミリアン大学ミュンヘンの学生とともに、イタリアのマテーラ、ドイツのミュンヘン近郊にあるオーバープファッフェンホーフェンの上空で校正が行われた。レーダーデータが収取されるのと同じタイミングで、学生によりこのエリアの土壌水分量、森林のパラメータ、穀物のバイオマスが測定された。
ジョーンズは、MAPS実験で集めたデータを拡張して、台湾、フィリピン、ニューギニア上空での雷のリアルタイム観測データを科学者に提供した。アプトは、オーストラリア北西岸の「良い大きさの」砂塵嵐を記録した。
MAPSプロジェクトのヴィッキー・コナーズは、搭載された機器の読み値と地上で集めたデータの間に良い相関があると、エンデバーの赤チームに報告した。
3日目が終わると、青チームは朝の8時頃に睡眠を開始し、赤チームは朝5時過ぎに活動を開始した。
この日の午後6時(CDT)までに、サハラ砂漠や日本列島を撮影したさらに何枚かのリアルタイム画像がX-SARにより処理された。エンデバーは南日本の上空を通過し、石油流出を捉えた。
この日は、オーストラリアのパームバレー、ブラジルのアマゾン熱帯雨林の上空を通過した際に校正を行い、太平洋北東部、メキシコ湾流、南極海の海洋観測、カナダのマニトバ州の生態系の観測、アメリカ合衆国ビッグホーン盆地の地質学的観測、マンモス山の水文学の研究、南投太平洋のガラパゴス諸島周辺でのプレートテクトニクス活動の研究等が行われた。
ゴッドウィンは、南アメリカ上空で巨大な雷、ガラパゴス諸島周辺で海洋風パターンの良い写真が撮れたと報告した。また、3度のアマチュア無線実験で、ミシガン州ウェスト・ブルームフィールド郡区のイーリー小学校、カリフォルニア州サンラモンのカントリークラブスクール、テキサス州リチャードソンのボーイスカウトの生徒とコンタクトしたと報告した。
また、エンデバーのギャレーの水供給システムで、空気の泡があることが報告された。

### 4月12日
東部標準時の午前3時(EDT)、ボリビアのアンデス山脈を写したX-SARのリアルタイム画像がダウンリンクされた。
青チームのシフトの間、X-SARとC-SARは、南太平洋、東オーストラリア海流、北大西洋の海洋学の画像、チリのCerro Laukaru、雪に覆われたオーストリアのエッツタール、イスラエルのHa Meshar、またハウランドやデューク大学演習林の生態系等の画像が集められた。
赤チームは、12日の午前7時(EDT)から作業を始めた。グティエレスとチルトンは、飲料水の泡を除去する作業が終わった後に就寝の時間が1時間半遅くなったため、1時間余分に寝た。彼らは、水を分注するホースを供給タンクに直接つなぎ、ギャレーを迂回させた。青チームが後に行った試験では、飲み物の容器に水を入れる開口部を通じ、飲料バッグにまだ泡が入り込む可能性が示された。
このシフトの間に、Xバンドアンテナの優先度の高い校正地点になっていた日本のサロベツ周辺のX-SARによる中継動画がダウンリンクされた。地上の科学者は、レーダーシグナルの強度と撮影された帯の大きさを測定した。
また地上では、日本の地形図の作成と3つのレーダーアンテナを用いた田のマッピングの最適な方法の探求が行われた。
X-SARのquick-lookプロセッサにより、カンペチェ湾とベラクルス周辺の画像も得られた。同時に、当地熱帯雨林の乾季の土壌や植生等の情報を得るため、生態学的な調査が行われた。
ゴッドウィンは、最も優先度の高い19か所の内の1つであるオクラホマ州チカシャの雲のない写真を撮影する機会に恵まれ、またロシアのカムチャッカ半島沿岸に海氷があるのを見たと報告した。

### 4月13日
午前7時(EDT)、青チームは5日目の作業を終え、赤チームに引継ぎを行った。
青チームのシフト中、レーダーの後方散乱に関する知見を深めるため、南アフリカのナミブ砂漠の地表及び地下構造のX-SAR中継動画がダウンリンクされた。また、シベリア沿岸のオホーツク海の海氷や季節的な雪解け、スーダンのサヘル地帯の干ばつの広がりについても撮影された。
エンデバーがオーストラリア上空を通過した午前2:45(CDT)頃にエンデバーとミールは約2200km以内の距離ですれ違い、アプトはミール搭乗のロシア人宇宙飛行士と挨拶を交わした。両船はアマチュア無線を用いて交信し、この様子は、テレブリッジシステムや中継放送を通し、世界中の多くのアマチュア無線局がリアルタイムでモニターした。
青チームの3人は、彼らのシフトの間、宇宙飛行士が宇宙飛行で経験する循環器の失調への対策の有効性を確かめる生体臨床医学研究の一環として、自転車エルゴメーターを用いた運動を行った。
クリフォードは、この日の後半の作業は非番だった。ギャレーの飲料水や食料のバッグを密閉するという間に合わせの対策により、泡の量は減った。
午前10時30分、赤チームは5日目の作業に入った。乗組員は、マニトバの良い写真を撮る機会に恵まれ、湖は予測よりもより青く見えたと報告した。
午後11:15(CDT)のJim Bohannon Showの中で、グティエレスは、CNBCのトム・スナイダーのインタビューを受け、クリフォードはw:Mutual Broadcasting Systemのリスナーの質問に答えた。

### 4月14日
3:30(CDT)、クリフォードは、Mutual radio Wednesday nightの20分間のインタビューで、宇宙飛行、ミッションの目的、エンデバー上での生活の質等について、リスナーからの質問に答えた。
青チームは、中国で1987年の山火事で焼失したエリアの良い写真が取れたと報告した。この地帯は、Mesurement of Atmospheric Pollution実験において、山火事の後の森林の再生を研究するために特別な関心がもたれた。
アプトはこの日の前半は非番だった。非番の時間を利用して、アプトは自転車エルゴメーターで運動を行い、心拍数を記録した。アプトは午前1時(CDT)に仕事に戻った。
X-SARのquick-lookプロセッサは、チカシャの動画像データを生成した。これにより、土壌水分量の日変動、週変動の記録にレーダーを用いることができることが分かった。

### 4月15日
ジョーンズは、フィリピンのマニラ湾上に浮かぶ汚染された雲は、この日はほぼ見えなかったと語った。午前1:50(CDT)頃、ジョーンズはミャンマー西岸で火事、タスマニア州上空で煙を見たと報告した。
搭載機器の1つであるMAPSは、持参したフィルムをこの日で使い果たした。
午後6時(CDT)、チルトンは、地上にいる科学者と学生の広大なネットワークが、レーダー観測をどのように支援しているのかを一般向けに説明した。ゴッドウィンは、世界中のCNN視聴者からの質問に回答した。
乗組員は、飲料水中に泡が生じるというギャレーでの問題の解決に向けて作業を続けた。

### 4月16日
午後11:30(CDT)頃と午前1:15(CDT)に、アプトはアマチュア無線を用いて、モスクワ近郊スターシティの訓練センターに滞在する同僚宇宙飛行士のノーマン・サガード、ボニー・J・ダンバーと2人のロシア人宇宙飛行士と会話した。
青チームは、アフリカでの火事、ブラジル北東部での雷等が見えたと報告した。ペイロードの科学者は、バルト海北部に浮かぶドイツ最大の島であるリューゲン島の撮影を加えるよう依頼した。
午後12:30(CDT)、Space Radar Lab-1の機器は順調に作動しており、全ての観測はスケジュール通り進んでいた。
この日の観測地点には、日本やイタリアが含まれていた。全ての観測地点は、これまでの飛行の中で既に1度ずつは記録されており、残った観測は、既に得られたデータを補完するものであった。
ゴッドウィンは、アトランタとナッシュビルのテレビレポーターから15分間のインタビューを受けた。

### 4月17日
午前3時(CDT)、青チームは、地表の元素と水資源、植物や動物の生活がどのように関連して地球の生命維持環境を作っているのかを研究する科学者のため、レーダー画像を記録した。
午後12:30(CDT)、ケネディ宇宙センターへの着陸のため、エンデバーの動翼とスラスタジェットが点検され、問題ないことが確認された。
この日は、復活祭から2週間後に当たっており、グティエレス、チルトン、ジョーンズの3人は、カトリック教会の正餐に参加した。彼らは立ち止まって黙祷し、金の聖体容器に入れて持ち込んだ聖水を受け取った。
6人はこの日、伝統的に行われている記者会見を開催し、ミッションの重要性に関する質問等に答えた。記者会見後、グティエレス、チルトン、クリフォードはオービタのシステムを点検し、ゴッドウィン、アプト、ジョーンズはペイロードでの活動を記録にまとめる作業を行った。

### 4月18日
この日、最後の地球のレーダー観測が行われ、翌日午前10:52の着陸を目指して午後2時(CDT)から荷造りが行われた。
天気予報からはフロリダでの着陸が有利であったが、管制官は、低い雲とにわか雨の可能性を考えた。

### 4月19日

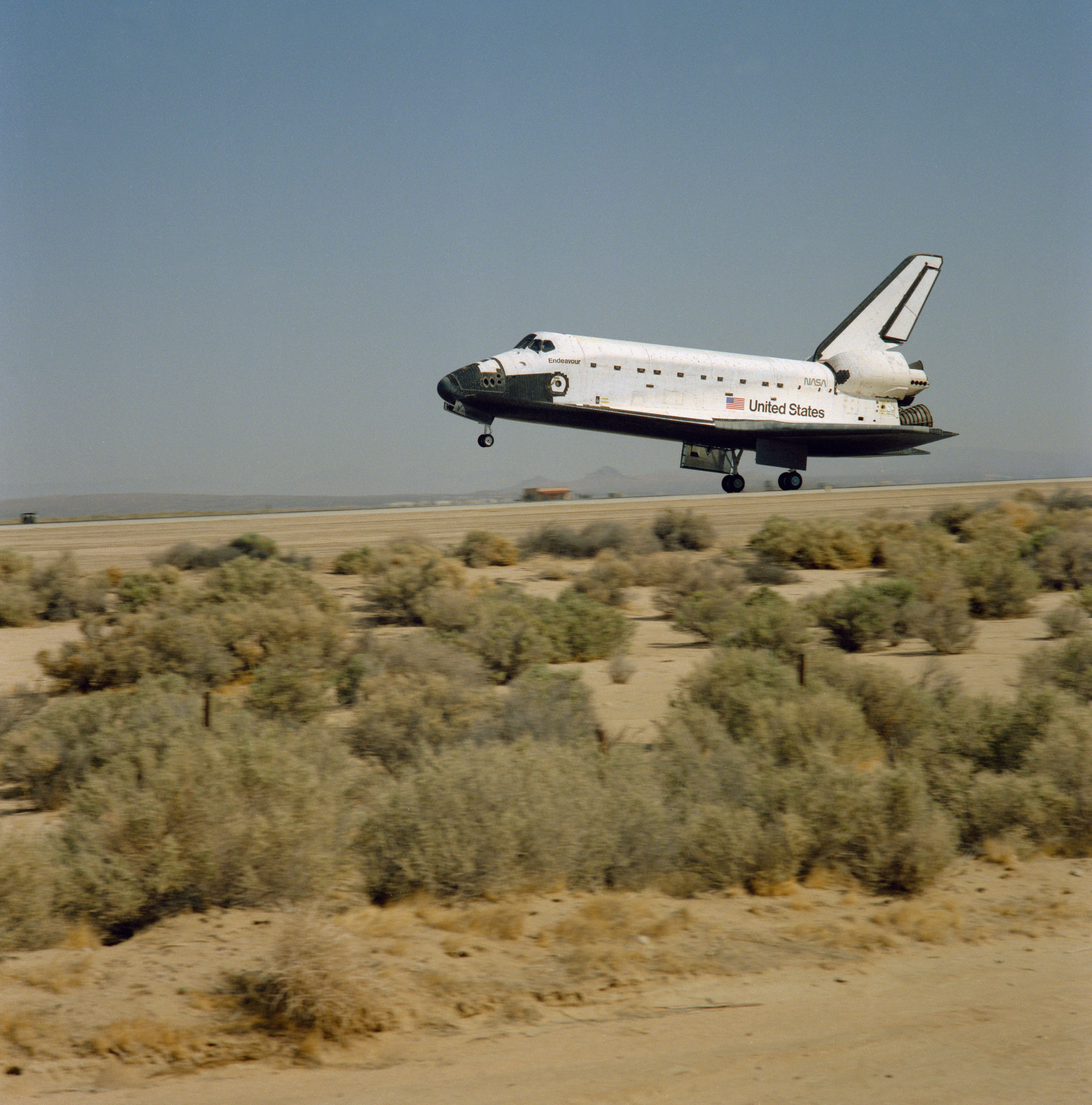
エドワーズ空軍基地への着陸

午前11:30、ケネディ宇宙センター近くの雲と高所の風から、もう一日宇宙に留まることが決定された。
この後、乗組員は、1日の滞在延長のためにオービタのシステムを再構成し、カーゴベイ内のSIR-Cを再起動した。
このミッションで記録されたデータは、2万巻の百科事典に匹敵する量となった。ペイロードの責任者は、このミッションで、地球表面の約12%に当たる7000万平方km以上がマッピングされたと報告した。Space Radar Laboratoryでは、地表面の約25%のレーダー画像を取得した。

### 4月20日
午前9:54に、エンデバーは、カリフォルニア州のエドワーズ空軍基地に着陸し、11日間に及ぶミッションを終えた。

## ミッションの徽章
左側の5つの星と右側の9つの星は、このミッションの番号がSTS-59であることを示している。